# Pimelea calcicola
Pimelea calcicola är en tibastväxtart som beskrevs av B.L. Rye. Pimelea calcicola ingår i släktet Pimelea och familjen tibastväxter. Inga underarter finns listade i Catalogue of Life.